# Liste der Baudenkmäler in Bad Steben
Auf dieser Seite sind die Baudenkmäler in dem oberfränkischen Markt Bad Steben zusammengestellt. Diese Tabelle ist eine Teilliste der Liste der Baudenkmäler in Bayern. Grundlage ist die Bayerische Denkmalliste, die auf Basis des Bayerischen Denkmalschutzgesetzes vom 1. Oktober 1973 erstmals erstellt wurde und seither durch das Bayerische Landesamt für Denkmalpflege geführt wird. Die folgenden Angaben ersetzen nicht die rechtsverbindliche Auskunft der Denkmalschutzbehörde.

## Baudenkmäler nach Gemeindeteilen

### Bad Steben
| Lage                                       | Objekt                                                           | Beschreibung | Akten-Nr.              | Bild                              |
| ------------------------------------------ | ---------------------------------------------------------------- | --- | ---------------------- | --------------------------------- |
| Badstraße 2 (Standort)                     | Humboldthaus                                                     | Mansarddachbau, Ende 18. Jahrhundert | D-4-75-112-1 Wikidata  | weitere Bilder                    |
| Badstraße 26 (Standort)                    | Parkschlösschen                                                  | Hotelbau in barockisierendem Jugendstil, 1902 | D-4-75-112-2 Wikidata  | weitere Bilder                    |
| Badstraße 30 (Standort)                    | Staatliches Kurhaus                                              | In barockisierendem Jugendstil, 1911 von Eugen Freiherr von Schacky Wandelhalle, Arkadenbau mit Pavillons, 1909/10 | D-4-75-112-3 Wikidata  | weitere Bilder                    |
| Badstraße 31 (Standort)                    | Kurpark                                                          | Mehrteiliger, spätromantischer Landschaftspark im englischen Stil mit bauzeitlichen Wegenetzen und Baumgruppen Kurgarten 1834 Erweiterung Unterer Kurpark 1890/1893 Erweiterung Oberer Park und Neuer Park, 1900/1910 | D-4-75-112-27 Wikidata | Kurpark                           |
| Bahnhofstraße 10 (Standort)                | Bahnhofsgebäude                                                  | Zweigeschossiges Hauptgebäude mit Walmdach, eingeschossige Anbauten (Stellwerk, Wartehalle, Bahnhofsgaststätte), Bahnhofsgaststätte mit Pyramidendach, architektonische Gliederungen (Gebäudeecken, Gesimse, Fenster- und Türeinfassungen) aus Sandstein, Fassade hauptsächlich verputzt, teilweise verschiefert, Dächer mit Schiefer belegt, 1898 | D-4-75-112-25 Wikidata | Bahnhofsgebäude                   |
| Burggasse 4 (Standort)                     | Wohnhaus                                                         | Mit Frackdach, Ende 18. Jahrhundert | D-4-75-112-4 Wikidata  | Wohnhaus                          |
| Engelmannstraße 16 (Standort)              | Wohnhaus                                                         | Eingeschossiger Massivbau mit Halbwalmdach und Schieferdeckung, 18. Jahrhundert | D-4-75-112-28 Wikidata | Wohnhaus                          |
| Kirchstraße 2 (Standort)                   | Ehemaliges Kantorat                                              | Satteldachbau, 1880 | D-4-75-112-5 Wikidata  | Ehemaliges Kantorat               |
| Kirchstraße 6; Nähe Kirchstraße (Standort) | Alte evangelisch-lutherische Pfarrkirche, Wehrkirche, Choranlage | Im Kern 14./15. Jahrhundert, mit Wehrgeschoss und Dachreiter; mit Ausstattung Langhaus 1910 abgebrochen Kirchhofbefestigung | D-4-75-112-6 Wikidata  | weitere Bilder                    |
| Martinstraße 2 (Standort)                  | Kleinbauernhaus                                                  | Eingeschossig, wohl noch 18. Jahrhundert, Krüppelwalmdach, Verschieferung | D-4-75-112-7 Wikidata  | Kleinbauernhaus                   |
| Oberstebener Straße 11 (Standort)          | Ehemalige Staatliche Kurgärtnerei                                | Glashaus mit Schwanenhals und Firstreiter, rechtwinklig dazu Kalt- und Warmhaus, Eisen-Glas-Konstruktion auf Backsteinsockel, 1928 | D-4-75-112-20 Wikidata | Ehemalige Staatliche Kurgärtnerei |
| Poststraße 1 (Standort)                    | Pfarrhaus                                                        | Mit Halbwalmdach, flacher Eingangsrisalit, bezeichnet „1785“ | D-4-75-112-8 Wikidata  | weitere Bilder                    |
| Poststraße 3 (Standort)                    | Evangelisch-lutherische Pfarrkirche                              | 1909/10 in Formen des Jugendstils errichtet; mit Ausstattung | D-4-75-112-9 Wikidata  | weitere Bilder                    |
| Steinbacher Straße (Standort)              | Mineralwasserhochbehälter                                        | Eingang in zurückhaltend expressionistischer Architektur (rote Ziegel, Ortgang aus Granit), kupferbeschlagene Türe mit Tierkopf im Halbrelief, Vorraum mit Reglertechnik, Hochwasserbehälter mit Umgang aus Beton, um 1925 | D-4-75-112-26 Wikidata | Mineralwasserhochbehälter         |

### Bobengrün
| Lage                     | Objekt                                    | Beschreibung | Akten-Nr.              | Bild           |
| ------------------------ | ----------------------------------------- | --- | ---------------------- | -------------- |
| Dorfstraße 22 (Standort) | Altes Rathaus                             | Zweigeschossiger Satteldachbau mit Erker und Dachreiter, Heimatstil, 1912 | D-4-75-112-18 Wikidata | weitere Bilder |
| Kirchweg 1 (Standort)    | Evangelisch-lutherische St.-Paulus-Kirche | Schlichter Saalbau mit offenem Dachstuhl, Betonrahmenwerk mit Ziegelausfachung, Turm Naturstein, 1962 von Wolfgang Fuchs; mit Ausstattung Zugehörig Friedhof mit Bruchsteinmauer, 1962, von Architekt Werner Froemel (Friedrichsthal) | D-4-75-112-24 Wikidata | weitere Bilder |

### Carlsgrün
| Lage                            | Objekt                                   | Beschreibung                                                                                           | Akten-Nr.              | Bild                                     |
| ------------------------------- | ---------------------------------------- | --- | ---------------------- | ---------------------------------------- |
| Dorfplatz 8 (Standort)          | Gasthaus Gebelein                        | Verbretterter Ständerbau mit Blockfüllung, Satteldach, 17./18. Jahrhundert; Anbau des 19. Jahrhunderts | D-4-75-112-10 Wikidata | weitere Bilder                           |
| Schleeknockstraße 17 (Standort) | Bäckerei und Kolonialwarenhandlung Spörl | Eingeschossiger Mansarddachbau mit Zwerchhaus, 1924/25                                                 | D-4-75-112-19 Wikidata | Bäckerei und Kolonialwarenhandlung Spörl |

### Christusgrün
| Lage                      | Objekt   | Beschreibung                               | Akten-Nr.              | Bild           |
| ------------------------- | -------- | ------------------------------------------ | ---------------------- | -------------- |
| Christusgrün 3 (Standort) | Gasthaus | Walmdachbau, zweite Hälfte 18. Jahrhundert | D-4-75-112-11 Wikidata | weitere Bilder |

### Gerlas
| Lage                        | Objekt               | Beschreibung                                                                  | Akten-Nr.              | Bild                 |
| --------------------------- | -------------------- | ----------------------------------------------------------------------------- | ---------------------- | -------------------- |
| Unterer Gerlas 5 (Standort) | Ehemaliges Forsthaus | Walmdachbau mit Fachwerkobergeschoss, verkleidet, im Kern 17./18. Jahrhundert | D-4-75-112-12 Wikidata | Ehemaliges Forsthaus |

### Krötenmühle
| Lage                     | Objekt | Beschreibung           | Akten-Nr.              | Bild           |
| ------------------------ | ------ | ---------------------- | ---------------------- | -------------- |
| Krötenmühle 2 (Standort) | Mühle  | Mit Halbwalmdach, 1827 | D-4-75-112-13 Wikidata | weitere Bilder |

### Obersteben
| Lage                  | Objekt        | Beschreibung                      | Akten-Nr.              | Bild          |
| --------------------- | ------------- | --------------------------------- | ---------------------- | ------------- |
| Weberweg 5 (Standort) | Wohnstallhaus | Mit Halbwalmdach, 1837; mit Anbau | D-4-75-112-15 Wikidata | Wohnstallhaus |

### Thierbach
| Lage                             | Objekt                    | Beschreibung | Akten-Nr.              | Bild                      |
| -------------------------------- | ------------------------- | --- | ---------------------- | ------------------------- |
| Schloßstraße 7, 9, 11 (Standort) | Ehemalige Schlossökonomie | Dreiseitig umbaute, nach Norden offene Hofanlage auf einem Hügelsporn, im Osten erdgeschossiges Wohnstallhaus, im Süden zwei Scheunen, im Westen vier zusammengebaute zweigeschossige Satteldachhäuser mit Stallungen im Erdgeschoss, 17. bis frühes 19. Jahrhundert | D-4-75-112-16 Wikidata | Ehemalige Schlossökonomie |

## Ehemalige Baudenkmäler
In diesem Abschnitt sind Objekte aufgeführt, die früher einmal in der Denkmalliste eingetragen waren, jetzt aber nicht mehr. Objekte, die in anderem Zusammenhang also z. B. als Teil eines Baudenkmals weiter eingetragen sind, sollen hier nicht aufgeführt werden. Aktennummern in diesem Abschnitt sind ehemalige, jetzt nicht mehr gültige Aktennummern.

| Lage                              | Objekt       | Beschreibung                                                                        | Akten-Nr.              | Bild           |
| --------------------------------- | ------------ | ----------------------------------------------------------------------------------- | ---------------------- | -------------- |
| Thierbach Schloßstraße (Standort) | Schlossruine | Reste einer Anlage des 15. bis 17. Jahrhunderts, verfallen seit dem 18. Jahrhundert | D-4-75-112-17 Wikidata | weitere Bilder |